# Brenda Martinez

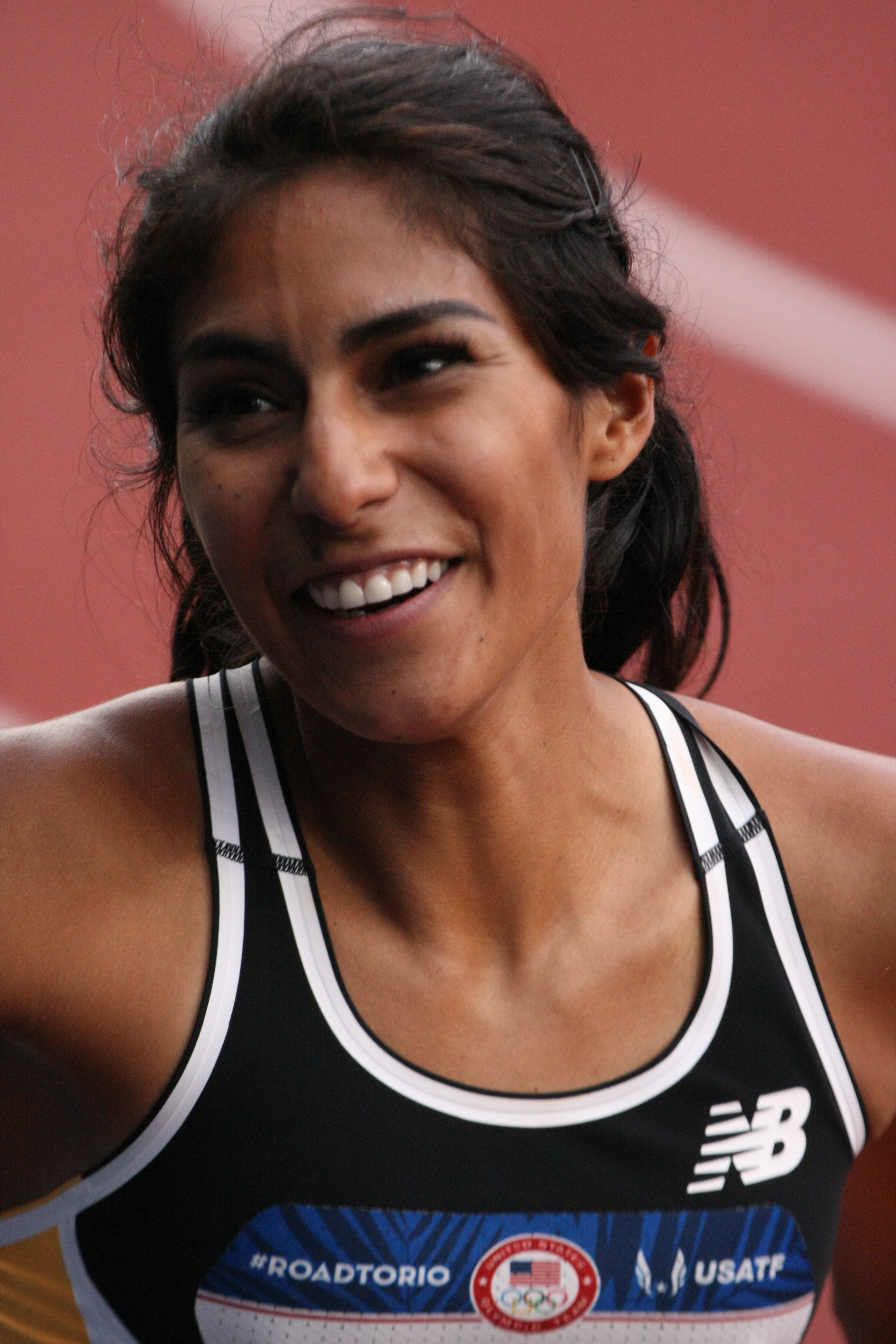
Brenda Martinez bei den U.S. Olympic Trials 2016

Brenda Martinez (* 8. September 1987) ist eine US-amerikanische Mittelstreckenläuferin.
Für die University of California, Riverside startend wurde sie 2009 NCAA-Vizemeisterin über 1500 m. 2012 wurde sie über dieselbe Distanz US-Vizemeisterin in der Halle und siegte bei der Fifth Avenue Mile.
Im Jahr darauf wurde sie über 800 m US-Vizemeisterin und gewann bei den Leichtathletik-Weltmeisterschaften 2013 in Moskau nach Disqualifikation der gedopten Russin Marija Sawinowa die Silbermedaille.

## Persönliche Bestzeiten
- 800 m: 1:57,91 min, 18. August 2013, Moskau
- 1000 m: 2:38,48 min, 26. August 2012, Dubnica nad Váhom
- 1500 m: 4:00,94 min, 19. Juli 2013, Monaco
  - Halle: 4:09,96 min, 11. Februar 2012, Fayetteville
- 1 Meile: 4:26,76 min, 11. August 2012, Falmouth
  - Halle: 4:34,62 min, 28. Januar 2012, New York City
- 3000 m (Halle): 9:07,99 min, 2. Februar 2013, Boston (Zwischenzeit)
- 2 Meilen (Halle): 9:51,91 min, 2. Februar 2013, Boston
- 5000 m: 15:35,65 min, 9. März 2013, Fullerton